# Ґольце (Сілезьке воєводство)
Ґольце (пол. Golce) — село в Польщі, у гміні Вренчиця-Велька Клобуцького повіту Сілезького воєводства.
Населення — 360 осіб (2011).
У 1975-1998 роках село належало до Ченстоховського воєводства.

## Демографія
Демографічна структура станом на 31 березня 2011 року:
|          | Загалом | Допрацездатний вік | Працездатний вік | Постпрацездатний вік |
| -------- | ------- | ------------------ | ---------------- | -------------------- |
| Чоловіки | 192     | 40                 | 127              | 25                   |
| Жінки    | 168     | 25                 | 103              | 40                   |
| Разом    | 360     | 65                 | 230              | 65                   |